# Thalatha occidens
Thalatha occidens är en fjärilsart som beskrevs av George Francis Hampson 1911. Thalatha occidens ingår i släktet Thalatha och familjen nattflyn. Inga underarter finns listade i Catalogue of Life.